# Instytut Slawistyki Zachodniej i Południowej Uniwersytetu Warszawskiego
Instytut Slawistyki Zachodniej i Południowej Uniwersytetu Warszawskiego – jednostka dydaktyczno-naukowa należąca do struktur Wydziału Polonistyki Uniwersytetu Warszawskiego.
Powstał w 1969 i kontynuuje tradycje Seminarium Słowiańskiego, utworzonego w 1915 na Wydziale Humanistycznym UW. Początkowo działał jako Instytut Filologii Słowiańskiej, obecną nazwę przyjął w 2003. Prowadzi działalność dydaktyczną i badawczą związaną z kształceniem studentów, promowaniem kadry naukowej, publikacjami w dziedzinie filologii słowiańskiej (językoznawstwo, literaturoznawstwo i kulturoznawstwo zachodnio- i południowosłowiańskie; bałkanistyczne studia interdyscyplinarne; folklorystyka; problematyka tożsamości kulturowej / narodowej; mitologie narodowe; kultura popularna; gender studies).
Instytut oferuje studia licencjackie i magisterskie na kierunku slawistyka ze specjalnościami: bohemistyka, bułgarystyka, kroatystyka, serbistyka, słowenistyka i słowacystyka. Obecnie ta jednostka naukowo-dydaktyczna zatrudnia 23 pracowników naukowo-dydaktycznych, w tym pięciu samodzielnych.

## Władze (od 2016)[2]
Dyrektor: dr hab. Maciej Falski
Zastępca dyrektora ds. finansowych i ogólnych: dr Milena Hebal-Jezierska

## Poczet dyrektorów Instytutu
- 1969–1978: prof. dr hab. Józef Magnuszewski
- 1978–1981: prof. dr hab. Krzysztof Wrocławski
- 1981–1984: prof. dr hab. Cezar Piernikarski
- 1984–1987: prof. dr hab. Krzysztof Wrocławski
- 1987–1991: prof. dr hab. Kazimierz Feleszko
- 1991–1993: prof. dr hab. Joanna Rapacka
- 1993–1999: prof. dr hab. Janusz Siatkowski
- 1999–2000: prof. dr hab. Kazimierz Feleszko
- 2000–2005: prof. dr hab. Krzysztof Wrocławski
- 2005–2009: dr Jerzy Molas
- 2009–2016: prof. dr hab. Joanna Goszczyńska
- 2016-2024: dr hab. Patrycjusz Pająk
- od 2024: dr hab. Maciej Falski

## Struktura organizacyjna
Po reorganizacji przeprowadzonej w 1990 Instytut dzieli się na dwa zakłady.

### Zakład Literatur i Kultur Słowiańskich
Pracownicy:
- Kierownik: dr hab. Magdalena Bogusławska

autorka książki Obraz władzy we władzy obrazu. Artystyczne konceptualizacje wizerunku Josipa Broza Tity (Wydawnictwo Libron, 2015); ISBN 978-83-65148-11-7
- prof. dr hab. Marcin Filipowicz

autor książki Urodzić naród : z problematyki czeskiej i słowackiej literatury kobiecej II połowy XIX wieku (Wydawnictwo Uniwersytetu Warszawskiego, 2008); ISBN 978-83-235-0432-0
- dr hab. Maciej Falski

autor książki Porządkowanie przestrzeni narodowej – przypadek chorwacki : studium z historii wyobrażeń kulturowych (Wydawnictwo Uniwersytetu Warszawskiego, 2008); ISBN 978-83-60938-16-4
- dr hab. Joanna Królak

autorka książki Wielkie widowiska czeskiego stalinizmu. Perspektywa performatyczna (Wydawnictwo Libron, 2020); ISBN 978-83-66269-32-3
- dr hab. Robert Kulmiński

autor książki Śmierć w Czechach : wizja śmierci w prozie czeskiej lat 1945–1989 (Wydawnictwo Uniwersytetu Warszawskiego, 2008); ISBN 978-83-60938-08-9
- dr hab. Patrycjusz Pająk

autor książki Arcydzieła chorwackiego filmu fabularnego (Wydział Polonistyki Uniwersytetu Warszawskiego, 2018); ISBN 978-83-65667-68-7
- dr hab. Danuta Sosnowska

autorka książki Inna Galicja (Dom Wydawniczy Elipsa, 2008); ISBN 978-83-7151-783-9
- dr Marta Cmiel-Bażant
- dr Anna Kobylińska

autorka książki Tropem Hermesa : przypadek słowackiego księdza, myśliciela i literata Jonáša Záborskiego (Wydawnictwo Uniwersytetu Warszawskiego, 2012); ISBN 978-83-62100-49-1
- dr Angelika Kosieradzka

autorka książki Miejsca (nie)istniejące. Krajobraz socjalistycznej Sofii jako przestrzeń bułgarskich praktyk artystycznych po 1989 roku (Wydawnictwo Uniwersytetu Warszawskiego, 2024); ISBN 978-83-235-6522-2
- dr Sylwia Siedlecka

autorka książki Złote piachy (Wydawnictwo Czarne, 2019); ISBN 978-83-8049-922-5

### Zakład Języków i Kultur Słowiańskich
Pracownicy:
- Kierownik: dr Yordanka Ilieva-Cygan
- prof. dr hab. Zbigniew Greń

autor książki Tradycja i współczesność w językowym i kulturowym obrazie świata na Śląsku Cieszyńskim (Instytut Slawistyki PAN, 2004); ISBN 83-89191-30-X
- dr hab. Iliana Genew-Puhalewa

autorka książki Терминологията на Европейския съюз. Съпоставка на българската, гръцката, полската и английската терминология на правото на околната среда (Terminologia Unii Europejskiej. Konfrontacja bułgarskiej, greckiej, polskiej i angielskiej terminologii w zakresie prawa środowiska) (Wydawnictwo Uniwersytetu Śląskiego, 2015); ISBN 978-83-8012-678-7
- dr hab. Elżbieta Kaczmarska

autorka książki Metody ustalania ekwiwalentów czasowników wyrażających stany emocjonalne w przekładzie czesko-polskim na materiale z korpusu równoległego InterCorp (Warszawa: Wydział Polonistyki Uniwersytetu Warszawskiego, 2019); ISBN 978-83-65667-92-2
- dr Ignacy Doliński
- dr Milena Hebal-Jezierska

autorka książki Wariantywność końcówek fleksyjnych rzeczowników męskich żywotnych w języku czeskim (Wydawnictwo Uniwersytetu Warszawskiego, 2008); ISBN 978-83-60938-12-6
- dr Viera Luptáková
- dr Jerzy Molas
- dr Janusz Szablewski
- dr Jasmina Šuler-Galos
- mgr Anna Jakubowska
- mgr Ana Marković
- mgr Tanja Petrović
- mgr Teresa Piotrowska-Małek
- mgr Marijana Roščić
- mgr Ctirad Sedlák

### Biblioteka Instytutu
Pracownicy:
- Kierownik: mgr Zdzisław Kłos

 autor książki Spojrzenie na kulturę Serbołużyczan (Wydział Polonistyki Uniwersytetu Warszawskiego, 2013); ISBN 978-83-62100-86-6
- Krystyna Krasiejko

## Zespoły badawcze
Od 2011 w Instytucie działają trzy zespoły badawcze, skupione wokół określonych tematów badawczych, które grupują nie tylko pracowników Instytutu, ale także naukowców z innych jednostek Uniwersytetu Warszawskiego.
- Interdyscyplinarny Zespół Badań Kultury Komunizmu w Krajach Europy Środkowo-Wschodniej i na Bałkanach (kier. zespołu dr hab. Zuzanna Grębecka)
- Zespół Badania Kultur Słowiańskich na Obrzeżach Monarchii Habsburskiej (kier. zespołu dr Anna Kobylińska)
- Zespół Lingwistyki Korpusowej Języków Słowiańskich (kier. zespołu dr Milena Hebal-Jezierska)